# Aleja Lipowa w Brzózie
Aleja Lipowa w Brzózie – dwurzędowa aleja drzew, głównie lip, położona po obu stronach drogi krajowej nr 48. Znajduje się w gminie Głowaczów, w miejscowości Brzóza i prowadzi do Sewerynowa. Ma około 2,3 km długości. W 2002 roku uznana za pomnik przyrody. Wiek drzew szacuje się na około 200 lat.
W 2008 roku w skład alei wchodziły następujące gatunki drzew:
- lipa drobnolistna (342 sztuki) i szerokolistna (373 sztuki), o obwodzie do 380 cm i wysokości do 23 m
- kasztanowiec biały – 14 sztuk; obwód do 220 cm, wysokość do 23 m
- jesion wyniosły – 4 sztuki; obwód do 220 cm, wysokość do 23 m
- wiąz szypułkowy – 1 sztuka; obwód 160 cm, wysokość 22 m